# Xanthomonadaceae
Xanthomonadaceae são uma família de Proteobacteria, dada a sua própria ordem.